# ЭОКА

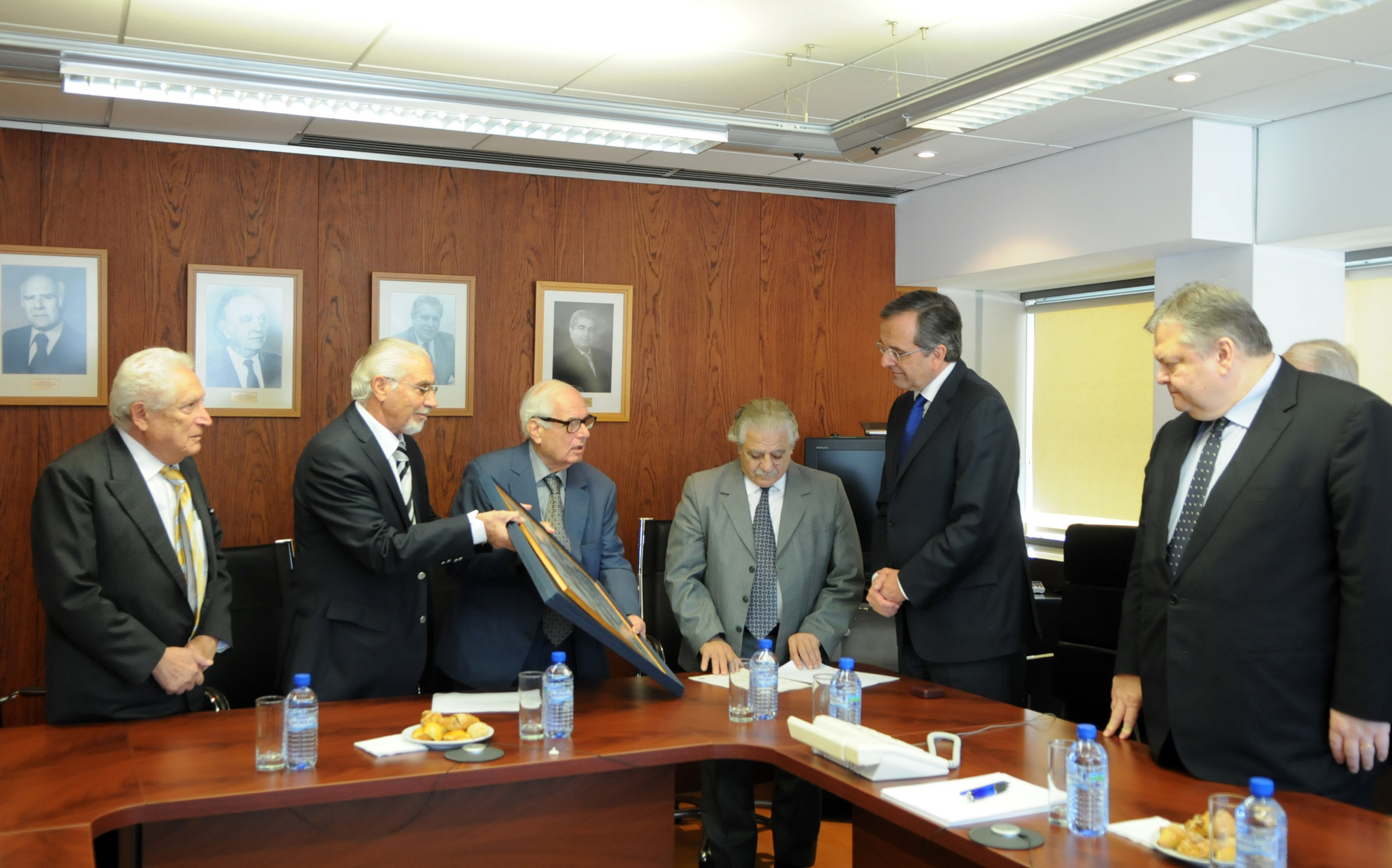
Визит премьер-министра Греции Антониса Самараса в офис ΕΟΚΑ, 7 ноября 2014 года, Никосия.

Национальная организация кипрских бойцов (греч. Εθνική Οργάνωσις Κυπρίων Αγωνιστών Этники́ Орга́нозис Кипри́он Агонисто́н, более известная по своей греческой аббревиатуре ЭОКА, греч. ΕΟΚΑ) — подпольная организация греков-киприотов, основанная в середине 1950-х годов, ставившая целью изгнать британцев, и присоединить Кипр к Греции (энозис). В 1950 году состоялся плебисцит, бойкотированный турецкой общиной. На этом плебисците греческое большинство проголосовало за энозис (98 %).
Влиятельная в то время кипрская компартия АКЕЛ не поддерживала боевых операций ЭОКА, предпочитая забастовки и демонстрации.
ЭОКА возглавлялась полковником армии Греции Георгиосом Гривасом, родившемся на Кипре, отличившимся во Второй мировой войне, и в Гражданской войне в Греции. Он получил прозвище Дигенис в честь византийского героя Дигениса Акритаса, изгнавшего иностранные войска в Средние века. Организация получала поддержку из Греции, финансовую, военную и пропагандистскую (радиовещание из Афин). Военная кампания началась 1 апреля 1955 года; основным противником являлись британские военные. Однако, целью также были гражданские учреждения, пробритански настроенные киприоты, и этнические турки, в том числе члены турецкой подпольной организации ТМТ («Турецкая Организация Сопротивления»).
В борьбу с ЭОКА были вовлечены 30 тыс. британских военнослужащих. Англичане запрещали грекам исполнять национальный гимн, контролировали систему образования, и вели охоту на боевиков организации. 16 июня 1956 теракт, устроенный ЭОКА в ресторане, привёл к гибели Вильяма Ботелера, офицера ЦРУ под дипломатическим прикрытием. Полковник Гривас поспешил заявить, что мишенью его боевиков не являются американцы, и предложил американским гражданам «для их же безопасности» избегать мест, посещаемых «британским врагом».
3 марта 1957 года, после того, как информатор выдал местонахождение Григориса Афксентиу, второго командира ЭОКА после Гриваса, британские войска обнаружили Афксентиу в тайном убежище в окрестностях монастыря Махерас. В это время внутри укрытия были Афксентиу и ещё четыре партизана. Понимая, что силы не равны, Афксентиу приказал своим товарищам сдаться, но сам остался, чтобы сражаться до конца. Британский офицер потребовал от него выйти с поднятыми руками, на что Афксентиу ответил «Molon labe» (пер. «приди и возьми»), повторив слова царя Леонида в битве при Фермопилах. Понимая, что захватить Афксентиу живым, не понеся потерь, невозможно, британцы залили в убежище бензин и сожгли его заживо. Опасаясь народного восстания, британцы захоронили обугленное тело во дворе Центральной тюрьмы Никосии, где оно находится и по сей день.
В декабре 1959 года организация объявила о прекращении огня, что проложило путь для подписания Цюрихских соглашений. 16 августа 1960 года Кипр получил независимость от Британии, за исключением суверенных баз Акротири и Декелия. Таким образом, ЭОКА добилась одной своей цели — избавиться от британцев, но не смогла добиться другой — соглашение не предусматривало энозис.
После получения независимости ЭОКА была преобразована в региональные ассоциации, такие, как ΣΑΠΕΛ (Σύνδεσμος Αγωνιστών Πόλεως και Επαρχίας Λεμεσού; Союз бойцов Лимасола и округа), участвующие в торжественных встречах и музейных экспозициях.
В 1960 в центре Никосии был открыт музей, посвящённый борьбе ЭОКА за независимость Кипра. В музейную экспозицию входят также захоронения 13 боевиков организации, расположенные на территории Центральной тюрьмы Никосии.
На стороне киприотов сражались в том числе дезертиры из британской армии, а высланные с острова в английские тюрьмы патриоты продолжали свою борьбу совместно с другими противниками британского владычества, как, например, волонтёрами ИРА.

## ЭОКА-Б
ЭОКА-Б — националистическое крыло греческой общины острова, сформированное как военизированная организация в 1971 году. Поддерживалась режимом «чёрных полковников» в Греции. Признана террористической организацией.
После возвращения полковника Гриваса на остров в 1971 году он основал ЭОКА-Б в ответ на отход президента архиепископа Макариоса III от политики энозиса. К числу терактов ЭОКА-Б относится убийство министра Поликарпоса Гиоргадеса и попытки убийства архиепископа Макариоса.
Когда Гривас умер в январе 1974 года от сердечного приступа, организация окончательно перешла под контроль Греции. 15 июля 1974 года ЭОКА-Б при помощи Кипрской национальной гвардии и Греческих вооруженных сил на Кипре устроила государственный переворот, отстранив от власти Макариоса, и поставив на его места Никоса Георгадиса (Самсона). Эта акция повлекла за собой турецкое вторжение.